# Placca delle Bismarck Sud

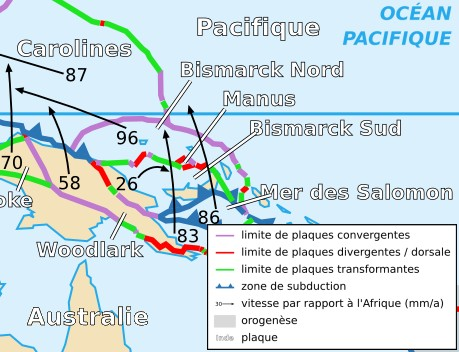
Mappa della Placca delle Bismarck Sud

La placca delle Bismarck Sud) è una delle placche minori in cui è suddivisa la crosta terrestre ed è situata al di sopra dell'isola della Nuova Guinea. Ha una superficie di 0,00762 steradianti ed è delimitata prevalentemente da zone di subduzione, più precisamente in tutti i margini nord est ovest, ma a sud presenta la catena montuosa dei Monti Maoke, dislocati nella Papua Nuova Guinea, e nella parte orientale dell'Indonesia.

## Caratteristiche
Si estende su una parte dell'arcipelago delle Bismarck, su una parte della costa nordorientale della Nuova Guinea, sul nordovest del Mare delle Salomone e il sud del Mare di Bismarck. 
La placca si sposta con una velocità di rotazione di 8,44° per milione di anni, secondo un polo euleriano situato a 10°61' di latitudine nord e 32°99' di longitudine ovest. 
Il movimento di questa placca tettonica ha provocato vari terremoti più o meno forti: il più recente e di elevata magnitudo è stato di 6,8 formatosi nella zona di subduzione con la placca del Mare delle Salomone.